# Meander (speleologia)

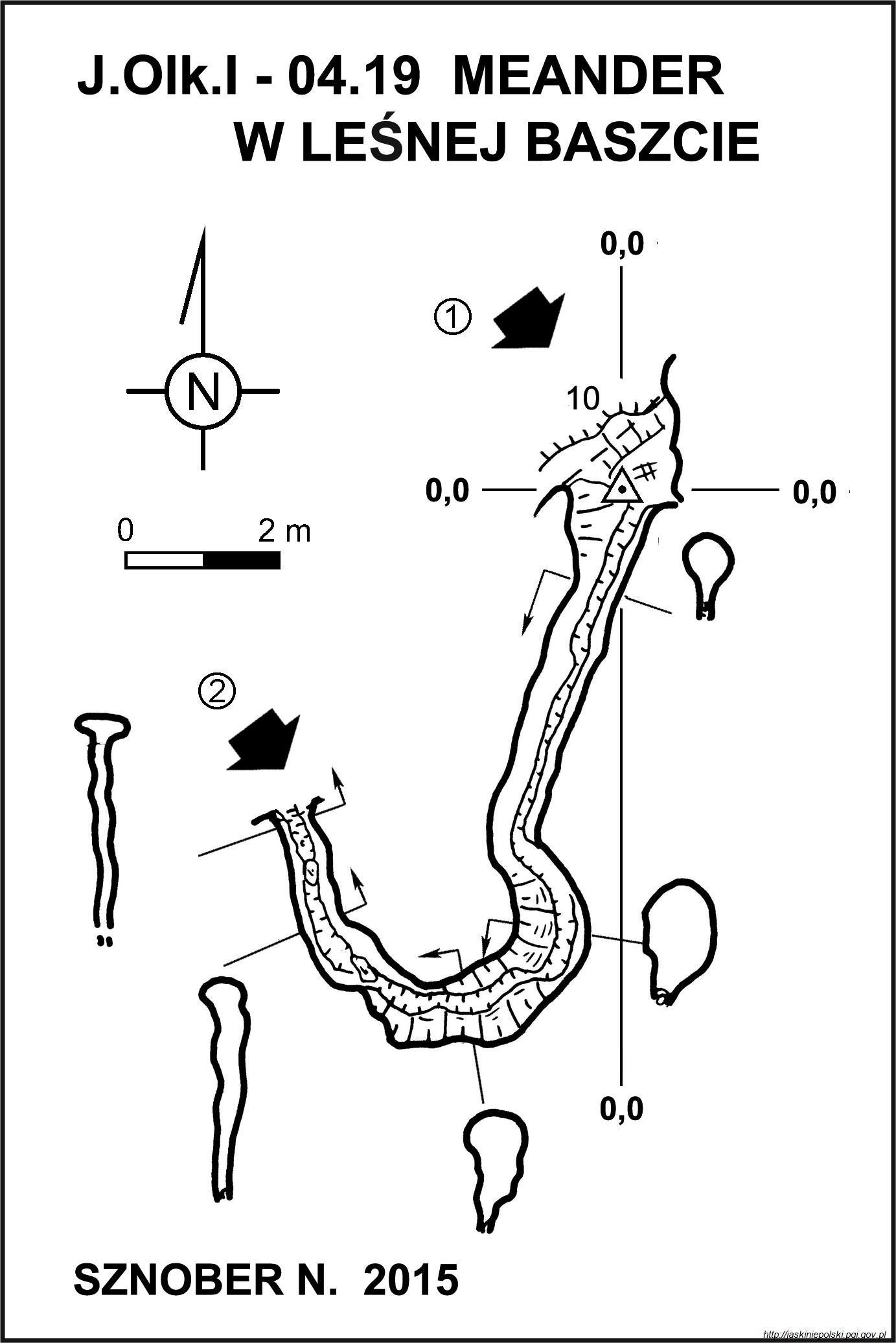
Meander w Leśnej Baszcie

Meander – rodzaj korytarza jaskiniowego. Podaje się następujące jego definicje:
- wąski i kręty korytarz jaskiniowy, często dużej wysokości,
- bardzo kręty korytarz,
- bieg cieku po łukowatych krzywiznach spowodowany boczną erozją wody
- element próżni krasowej składający się głównie z meandrującego korytarza, po dnie którego płynie potok[1].

Meandry są poskręcane nie tylko w poziomie, ale też i w pionie. Ciasne meandry są trudniejsze do przejścia od ciasnych, prostych korytarzy.
O krętym korytarzu mówi się też, że jest to meandrujący korytarz. Nazwa meander występuje w nazwach własnych wielu jaskiń i schronisk, np. Ciasny Meander, Meander w Mysiurze, Meander w Wąwozie Półrzeczki.